# Zlatar
Zlatar es una ciudad y municipio de Croacia en el condado de Krapina-Zagorje.

## Geografía
Se encuentra a una altitud de 179 m s. n. m. a 47,5 km de la capital nacional, Zagreb.

## Demografía
En el censo 2011, el total de población del municipio fue de 6 021 habitantes, distribuidos en las siguientes localidades:
- Belec - 365
- Borkovec - 229
- Cetinovec - 130
- Donja Batina - 379
- Donja Selnica - 197
- Ervenik - 35
- Gornja Batina - 244
- Gornja Selnica - 205
- Juranšćina - 194
- Ladislavec - 151
- Martinšćina - 384
- Petruševec - 139
- Ratkovec - 105
- Repno - 238
- Šćrbinec - 12
- Vižanovec - 161
- Završje Belečko - 64
- Zlatar - 2 945
- Znož - 24